# Abschied von den Diskursteilnehmern
Abschied von den Diskursteilnehmern. Neue Geländegänge ist ein Essayband von Jochen Schimmang, der 2024 in der Edition Nautilus erschien. Wie bereits in seinem Essayband Grenzen Ränder Niemandsländer. 51 Geländegänge (2014) haben die Texte autobiografische Züge. Es geht um die kulturelle und politische Fremdheit des Autors im neuen Jahrhundert.

## Inhalt
Schimmang nimmt in seinem 116 Seiten umfassenden Band die Diskurse der vergangenen Jahrzehnte in den Blick und entwirft vor diesem Hintergrund eine Collage seiner Lebensgeschichte, wobei er von sich in der dritten Person schreibt. Er startet mit wenigen Zeilen zum Anfangsfinder, ärgert sich über Aktive Alte und noch mehr über fette Menschen (Macht und Fett) und schildert dann seine Heimatstadt in unterschiedlichen Sequenzen. Anschließend widmet er sich dem Begriff Essai, der ihm lieber ist als Essay. 

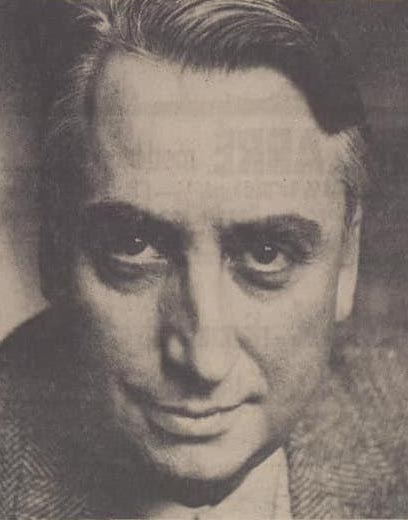
Roland Barthes, einer der „Hausgötter“ Schimmangs.

Über mehrere Seiten macht er deutlich, dass sich Roland Barthes spätestens seit den 1980er Jahren zu einem seiner „Hausgötter“ entwickelt hat, wogegen er neuerdings keine Lust mehr habe, Michel Foucault zu lesen, dem er als Kind der Großbourgeoisie ein „Strebersyndrom“ nachsagt.
Nach einer Heimkehrernovelle, in der Schimmang seine diversen Lebens- und Schaffensorte beschreibt, wobei er sich Bernie Schmigardt nennt, amüsiert er sich über den Begriff Zeitenwende, der von grotesker Provinzialität zeuge. „Nur weil in der Bundesrepublik Deutschland nach und nach ein politischer Bewusstseinswechsel stattfand/stattfindet, handelt es sich noch lange nicht um eine Zeitenwende, sondern um ein reichlich lokales Ereignis. Anderswo war der Blick schon früher geschärft.“
Dann stellt Schimmang Überlegungen über die aktuelle Situation der Meinungsfreiheit an: Die Meinungsfreude, die Inquisition. Er beschreibt erst die „allgemeine Meinungsfreude“, die sich in teilweise schwer erträglichen Talkshows ausdrücke. Der Zwang zur Meinung („Aber sie müssen doch eine Meinung haben.“) sei dagegen bereits bedrohlich. Die nächste Stufe, das Schweigeverbot („Sie müssen Position beziehen. Sie müssen es aussprechen“) sei dann inquisitorischer Bekenntniszwang und lege nahe, „in den Schoß der Heiligen Mutter Kirche zurückzukehren. Oder, in anderen Fällen, das Schwarzhemd oder die braune Uniform anzuziehen.“ 
Bald darauf mokiert er sich über das Wort Winterhilfe, das die deutsche Außenministerin geschichtsvergessen für die Unterstützung der Ukraine verwendete. Sie sei zwar 1980 geboren, müsse in der Schule oder von Verwandten also nicht unbedingt etwas über das nationalsozialistische Winterhilfswerk des Deutschen Volkes gehört haben. „Dass aber“, wundert sich Schimmang, „unter Historikern, Journalisten und erfahrenen Mitarbeitern des Auswärtigen Amtes niemand über den Begriff stolpert ...“
Unter Die Welt von gestern bekennt er: „Er wird immer ein Mensch des zwanzigsten Jahrhunderts bleiben und kann sehr wohl neben dem neuen Jahrhundert daherleben, dessen Zeuge er ist.“
Später folgt eine Links-Rechts-Novelle, deutsche Fassung, in der Schimmang ausführlich die Kehre des Horst Mahler vom Linksradikalen zum Rechtsradikalen schildert, ohne den Protagonisten jemals beim vollen Namen zu nennen: Als er zum wiederholten Male im Knast saß, habe sich Host M. der glücklichsten Tage seiner Kindheit erinnert, „als er sich die Haare wie Hitler geschnitten und dann auf einem Schemel stehend, Führerreden gehalten hatte.“
Nach einem Essay über den holländischen Maler Jan Vermeer und weiteren Notizen, Materialien und biografischen Seitenblicken folgt eine KI-Novelle. Darin berichtet Schimmang, was ChatGPT über ihn zu berichten hat. Nichts stimmt, weder Geburtsjahr noch Geburtsort, weder Studienfächer noch Studienorte – und auch keines der von der KI genannten Bücher (Das Gedächtnis des Meeres, Die Eisbombe, Der große Schatten) stammt von ihm. Er nimmt es gelassen: „Das wäre also auch ein mögliches Leben für ihn gewesen. Er wäre immerhin sechs Jahre jünger, wobei ihm allerdings die Vorstellung, in Wuppertal geboren zu sein, nicht so sehr zusagt, (...).“
Danach gibt es Gedanken über Todesarten, denn er „denkt zunehmend lebensnäher über das eigene Sterben nach.“ Abschließend sinniert er im Niemandsland (Terra Vague) darüber, ob er Landstreicher oder Schriftsteller hätte werden sollen. „Molloy oder sein Autor“.

## Rezeption
Thomas Thiel, Rezensent der Frankfurter Allgemeinen Zeitung, registriert, dass Schimmang trotz aller Fremdheit in der Gegenwart das Privileg bleibt, „seinen eigenen Diskurs zu führen, den es nach Foucault gar nicht gibt, weil man immer der Gewalt des schon Gesagten untertan ist und bestenfalls eine kleine Lücke findet, um das Eigene auszudrücken.“ In diese Lücke dringe er mit unaufdringlicher Poesie. Man lese sein Buch wie das unvermutete Geschenk eines Fremden.
Für Frank Schäfer (die tageszeitung) ist das Erfreulichste an den neuen Geländegängen, dass man Spaß an ihnen haben kann, ohne Schimmang unbedingt zustimmen zu müssen. Man könne anderer Meinung sein, ohne es ihm besonders übel zu nehmen. Das liege an der Konzilianz, die er Meinungsäußerungen grundsätzlich entgegenbringt, auch seinen eigenen. Auch deshalb, weil er sich längst auf verlorenem Posten befinde, der Titel des Buches mache daraus keinen Hehl. Schimmangs Welt verschwinde schneller als er selbst, seine Ansichten und Meinungen würden langsam obsolet, weil die Erfahrungswirklichkeit der meisten „Diskursteilnehmer“ inzwischen anders aussieht.
Bettina Hesse (WDR 5) sieht im Abschied von den Diskursteilnehmern melancholische Züge. Die Zukunft sei Schimmangs Sache nicht. Es sei ein großes Vergnügen, seinen klugen Tiefenbohrungen zu folgen: „Den überraschenden Gedankengängen und Bekenntnissen, den blitzenden Pointen im Sog der Schimmangsprache mit ihren glücklichen Wörtern eines verzauberten Voyeurs. Wohl dem, der sich erinnert – das ist die Lust am Text!“